# 英格蘭貴族爵位
英格蘭貴族爵位（英語：Peerage of England）包含英格蘭王國時期所冊封的所有貴族爵位。1707年英格蘭和蘇格蘭合併為大不列顛王國，在那之後冊封的爵位稱為大不列顛貴族爵位。

## 公爵
| 頭銜           | 第一次冊封 | 第一代頭銜持有人 |
| -------------- | ---------- | ---------------- |
| 康沃爾公爵     | 1337年     | 黑太子愛德華     |
| 諾福克公爵     | 1397年     | 托馬斯·德·茅布里 |
| 薩默塞特公爵   | 1443年     | 約翰·博福特      |
| 里奇蒙公爵     | 1675年     | 查爾斯·倫諾克斯  |
| 葛拉夫頓公爵   | 1675年     | 亨利·斐茲洛伊    |
| 博福特公爵     | 1682年     | 亨利·薩默塞特    |
| 聖奧爾本斯公爵 | 1684年     | 查爾斯·貝爾克勒  |
| 貝德福德公爵   | 1694年     | 威廉·羅素        |
| 德文郡公爵     | 1694年     | 威廉·卡文迪許    |
| 馬爾博羅公爵   | 1702年     | 約翰·邱吉爾      |
| 拉特蘭公爵     | 1703年     | 約翰·曼納斯      |

## 侯爵
| 頭銜         | 第一次冊封 | 第一代頭銜持有人 |
| ------------ | ---------- | ---------------- |
| 溫徹斯特侯爵 | 1551年     | 威廉·帕雷        |

## 伯爵
- 什魯斯伯里伯爵
- 德比伯爵
- 亨廷頓伯爵（英语：Earl of Huntingdon）
- 彭布羅克伯爵
- 德文伯爵（英语：Earl of Devon）
- 林肯伯爵（英语：Earl of Lincoln）
- 薩福克伯爵（英语：Earl of Suffolk）
- 丹比伯爵
- 韋斯摩蘭伯爵（英语：Earl of Westmorland）
- 林德西伯爵（英语：Earl of Lindsey）
- 溫切爾西伯爵（英语：Earl of Winchilsea）
- 三明治伯爵
- 埃塞克斯伯爵（英语：Earl of Essex）
- 卡萊爾伯爵（英语：Earl of Carlisle）
- 沙夫茨伯里伯爵（英语：Earl of Shaftesbury）
- 波特蘭伯爵
- 斯卡博羅伯爵（英语：Earl of Scarbrough）
- 奧本馬爾伯爵（英语：Earl of Albemarle）
- 科芬特里伯爵（英语：Earl of Coventry）
- 澤西伯爵（英语：Earl of Jersey）

## 子爵
- 赫里福德子爵（英语：Viscount Hereford）
- 湯申德子爵（Viscount Townshend，湯申德侯爵（英语：Marquess Townshend）的次要頭銜）
- 韋茅斯子爵（Viscount Weymouth，巴斯侯爵（英语：Marquess of Bath）的次要頭銜）

## 男爵
- 盧斯男爵（英语：Baron de Ros）
- 迪斯賓塞男爵（英语：Baron le Despencer）
- 黑斯廷斯男爵（英语：Baron Hastings）
- 菲茲華特男爵（英语：Baron FitzWalter）
- 柯林頓男爵（英语：Baron Clinton）
- 克里福特男爵（英语：Baron de Clifford）
- 祖什男爵（英语：Baron Zouche）
- 威勒比迪爾斯比男爵（英语：Baron Willoughby de Eresby）
- 史查波基男爵（英语：Baron Strabolgi）
- 戴克男爵（英语：Baron Dacre）
- 達西德奈斯男爵（英语：Baron Darcy de Knayth）
- 克倫威爾男爵（英语：Baron Cromwell）
- 卡莫伊斯男爵
- 科德諾的格雷男爵（英语：Baron Grey of Codnor）
- 巴克禮男爵（英语：Baron Berkeley）
- 杭格福特男爵（英语：Baron Hungerford）
- 拉蒂莫男爵（英语：Baron Latimer）
- 達利男爵（英语：Baron Dudley）
- 山恩與塞爾男爵（英语：Baron Saye and Sele）
- 史托頓男爵
- 貝爾納斯男爵（英语：Baron Berners）
- 赫伯特男爵（英语：Baron Herbert）
- 威勒比迪布羅克男爵（英语：Baron Willoughby de Broke）
- 哈洛登的沃克斯男爵（英语：Baron Vaux of Harrowden）
- 布雷恩男爵（英语：Baron Braye）
- 伯爾男爵（英语：Baron Burgh）
- 瓦爾頓男爵（英语：Baron Wharton）
- 布勒佐的聖約翰男爵（英语：Baron St John of Bletso）
- 霍華德沃登男爵（英语：Baron Howard de Walden）
- 皮特男爵（英语：Baron Petre）
- 多梅爾男爵（英语：Baron Dormer）
- 坦亨男爵（英语：Baron Teynham）
- 史特蘭奇男爵（英语：Baron Strange）
- 斯塔福德男爵（英语：Baron Stafford）
- 拜倫男爵（英语：Baron Byron）
- 盧卡斯男爵（英语：Baron Lucas）
- 艾林頓男爵（英语：Baron Arlington）
- 徹德里的克里福德男爵（英语：Baron Clifford of Chudleigh）
- 巴納德男爵（英语：Baron Barnard）